# Eustroma obsoleta
Eustroma obsoleta är en fjärilsart som beskrevs av Alexander Michailovitsch Djakonov 1929. Eustroma obsoleta ingår i släktet Eustroma och familjen mätare. Inga underarter finns listade i Catalogue of Life.